# Une si gentille petite fille
Pour plus de détails, voir Fiche technique et Distribution.
Une si gentille petite fille (Cauchemares au Québec) est un film franco-canadien réalisé par Eddy Matalon, sorti en 1977.

## Synopsis
La petite Cathy s'installe avec ses parents dans une grande maison dans laquelle a autrefois vécu son grand-père décédé dans de terribles circonstances impliquant la disparition d'une autre petite fille. Un jour, la petite Cathy visite le grenier et y découvre une étrange poupée possédée par l'esprit de la petite fille autrefois décédée qui n'a pas trouvé la paix et hante les lieux... 

## Fiche technique
- Titre original : Cauchemares
- Titre français : Une si gentille petite fille
- Titre anglophone : Cathy's Curse
- Réalisation : Eddy Matalon
- Photographie : Jean-Jacques Tarbès
- Producteur :  Eddy Matalon
- Pays d'origine :  France/ Canada
- Lieu de tournage : Montréal,  Québec,  Canada
- Société de production : Les Productions Agora/Maki Films
- Société de distribution :
- Durée : 1h28
- Dates de sortie : 
  -  Canada  : 30 juillet 1977
  -  France : 3 août 1977

## Distribution
- Alan Scarfe (VF : Michel Paulin) : George Gimble
- Beverly Murray (VF : Évelyn Séléna) : Vivian Gimble
- Randi Allen : Cathy Gimble
- Dorothy Davis (VF : Lita Recio) : Mary
- Mary Morter (VF : Paule Emanuele puis Jean-Claude Balard) : Agathe, la médium
- Roy Witham (VF : Jean-Henri Chambois) : Paul
- Sony Forbes (VF : Edmond Bernard) : l'inspecteur
- Hubert Noël :	le docteur
- Sylvie Lenoir : Mme Gimble

## Commentaire
- Ce film s'inscrit dans le dernier de la lignée de film des enfants victimes de forces démoniaques produits entre septembre 1973 et août 1977 comme Ne vous retournez pas, L'Exorciste (film) aussi de 1973, Émilie, l'enfant des ténèbres, La Malédiction (Film, 1976) et enfin Communion sanglante sortit cette même année 1976.